# Kid Capri
Kid Capri, de son vrai nom David Anthony Love, Jr., né le 7 février 1967 dans le Bronx, New York, est un rappeur, disc jockey et producteur américain. Il publie son premier album, The Tape, en 1991, suivi d'un deuxième album, Soundtrack to the Streets, en 1998. Capri dirige actuellement son propre label, No Kid'n Records.

## Biographie
David Anthony Love, Jr., né le 7 février 1967 dans le quartier du Bronx, à New York. Fils du chanteur David Anthony Love Sr., Capri est d'origine afro-américaine et italo-américaine. Il commence dès l'enfance sa carrière de disc jockey à l'âge de 8 ans en vendant ses cassettes dans la rue avec son partenaire de l'époque Starchild. Après avoir travaillé dans la boîte de nuit du Studio 54, il est le DJ du Def Comedy Jam pendant sept saisons. Il se met ensuite à produire, travaillant entre autres avec Boogie Down Productions, Heavy D, Big L, Grand Puba ou encore Quincy Jones.
Capri publie son premier album, The Tape, le 19 février 1991 au label Warner Bros. Records, qui sera classé 87e des Billboard RnB Albums. Il apparaît ensuite en 1993 dans le film Who's the Man? en compagnie de Dr. Dre, Colin Quinn, KRS-One, Ice-T, Pete Rock, CL Smooth, Eric B, Flavor Flav, Kris Kross, Melle Mel, Busta Rhymes et bien d'autres. En 1997, Kid Capri quitte Warner Bros. pour Trackmasters après avoir participé au Puff Daddy and the Family World Tour. Capri publie son deuxième album, Soundtrack to the Streets, le 3 novembre 1998. L'album atteint la 135e place du Billboard 200.
En 2011, Capri participe au Manifesto Festival 2011 de Toronto, au Canada, aux côtés notamment de Rakim et Blu. En 2013, Capri joue au Marquee Club de New York, une performance retransmise en direct dans l'émission Master of the Mix sur la chaîne BET. Le 17 juillet 2014, Capri annonce un nouvel album intitulé Top Tier. En avril 2015, la date de sortie de l'album reste inconnue.
En 2017, Kendrick Lamar l'invite dans son album "Damn". Il fait des petites apparitions dans certains morceaux.

## Discographie

### Albums studio
- 1991 : The Tape
- 1992 : 52 Beats
- 1998 : Soundtrack to the Streets

### Singles
- 1991 : Apollo
- 1991 : Joke's on You Jack
- 1995 : Put It On (avec Big L)
- 1998 : Unify

## Filmographie
- 1993 : Who's the Man? de Ted Demme : lui-même